# Франкоалжирцы

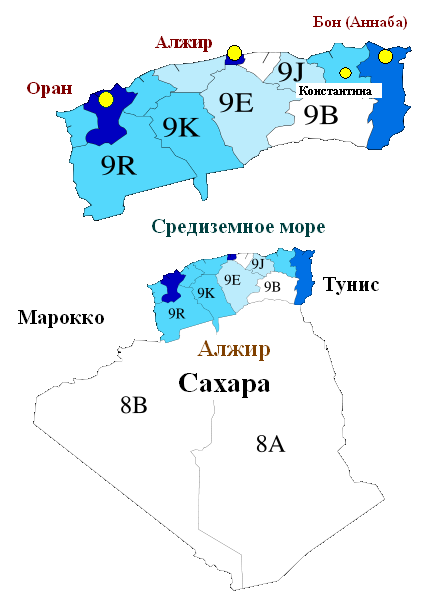
Карта расселения немусульманского населения по департаментам Французского Алжира в 1954 году (административное деление после 1957 года)

Франкоалжи́рцы, также «черноно́гие» («пье-нуар», фр. pied-noir, /pje.nwaʁ/; дословно — «черноногий»; мн. ч.: pieds-noirs) — этнографический и историко-культурный термин для описания группы алжирцев европейского (французского, испанского, а также иногда еврейского) происхождения, составлявших значительную часть населения Алжира в период французской колониальной экспансии (1830—1962). После обретения Алжиром государственного суверенитета в результате Алжирской войны за независимость в конце 1950-х — начале 1960-х годов основная масса более чем миллионного европейского населения страны эмигрировала, в основном репатриировавшись во Францию. Жизнь и быт пье-нуаров имели своеобразный характер, отличный как от жизни и быта мусульманского населения Алжира и стран Магриба, так и от французского населения метрополии, поскольку к середине XX века большинство франкоалжирцев были уроженцами Алжира, и многие из них никогда не бывали в метрополии.
Характерно, отчасти из-за своего сравнительно высокого социально-экономического статуса во Французском Алжире, франкоалжирцы называли себя просто «алжирцами», а местное автохтонное мусульманское население именовали «арабами» или «мусульманами» и были сильно от него дистанцированы на бытовом уровне. Всё же со временем, в ходе процесса аккультурации, ряд местных мусульман восприняли французский язык и культуру и встали на сторону французского режима, получив название харки; те же из них, кто совершенно ассимилировался и перешёл в католичество, именовались «эвольвэ» (фр. Evolvés букв. «эволюционировавшие», «развившиеся»).

## История
История франкоалжирцев в целом воспроизводит историю Французского Алжира, захваченного Францией у Османской империи, которой Алжир формально подчинялся до 1830 года. Предлогом послужила кампания по борьбе с пиратством в Средиземноморье, поскольку большинство пиратов и работорговцев использовало приморские алжирские крепости в качестве своей базы (См. Варварский берег Средиземноморья).
Французские власти поощряли активную иммиграцию европейского населения с целью стимулировать приток капитала и различных инновационных методов хозяйствования из метрополии в крайне отсталую аграрную экономику Алжира. Европейцам были выделены лучшие земельные наделы. Среди европейских иммигрантов собственно французов было не так уж и много — не более 1/4 общего числа переселенцев. Часть французов переехала в Алжир из спорных Эльзаса и Лотарингии, в 1870 г. снова перешедших Германии. Приезжали многочисленные испанцы, особенно в районе Орана, которым в средние века управляла Испания, и где по свидетельству современников испанскую речь можно было услышать не реже французской. В Алжире активно селились итальянцы, португальцы и особенно мальтийцы с перенаселённого острова Мальта. Сюда же впоследствии из Крыма перебирались российские белогвардейские переселенцы.
Французской администрацией была учреждена сеть образовательных и культурных заведений, обслуживающих все сферы жизнедеятельности новых иммигрантов и позволившая им сплотиться в единую франкоязычную христианскую этнокультурную общность. С франкоалжирцами постепенно сближается и древняя еврейская община Алжира. Благодаря государственной поддержке, деловой активности и более высокому образовательному уровню, новые иммигранты быстро достигли высокого уровня благосостояния и несмотря на небольшую долю (максимум 15 % населения в 1930-х годах), они доминировали во всех аспектах жизни алжирского общества. Алжирская экономика значительно улучшилась, поднялся и уровень благосостояния местного мусульманского населения.
Успехи в области здравоохранения позволили местным мусульманам значительно увеличить свою численность. Естественный прирост в мусульманской среде с начала 30-х значительно увеличился, превышая 3 % в год из-за того, что детская смертность среди мусульман сократилась, а рождаемость осталась на прежнем высоком уровне. В результате начался демографический взрыв, похожий на аналогичное событие в среднеазиатских республиках СССР в 1960—1980-х годах. Из-за возросшей демографической нагрузки, в Алжире начала ощущаться резкая нехватка продовольствия, земли, рабочих мест, жилья, особенно в городах, в которых в основном проживали франкоалжирцы. Начались трения на религиозной, языковой и межнациональной почве, перетёкшие в войну за независимость от Франции.
Фронт национального освобождения Алжира не останавливался перед убийством мирного франкоалжирского населения с тем, чтобы вытеснить его из страны. Кульминацией этого геноцида стала Оранская резня 1962 года, произошедшая уже после подписания мирных соглашений.
В ходе войны за независимость большинство франкоалжирцев, а также симпатизирующих им «офранцуженных» мусульман-харки были вынуждены массово покинуть страну, репатриировавшись в основном во Францию. Часть франкоалжирцев (от 10-15 тыс.) погибла в ходе вооружённых конфликтов. Многие жители Орана переехали в Аликанте, Испания, а евреи направились в Израиль и США. Некоторая часть (около 100 тыс.) продолжали оставаться, не желая расставаться со своими домами и имуществом, но рост арабского национализма, сокращение сферы использования французского языка, демографическое давление, рост радикализма, экстремизма и терроризма вынудили оставшихся постепенно покинуть страну в 1960-х и 1970-х годах.

## Численность и концентрация
Численность франкоалжирцев быстро возрастала после 1830 г. до конца XIX века, в основном за счёт интенсивной иммиграции, но также и естественного прироста. К середине XX века большинство родились именно в Алжире. В 1930—1950-х годах доля франкоалжирцев, в среде которых уже давно завершился демографический переход, постепенно сокращается с максимума 15,2 % в 1926 году до 10,4 % в 1959, несмотря на продолжающийся небольшой абсолютный прирост их числа, достигшего 1 025 000 чел в 1959 г. Наибольшая концентрация их наблюдалась в приморских департаментах, средиземноморский климат которых был наиболее благоприятен ведению хозяйства. Франкоалжирцы подразделялись на более многочисленных горожан и селян. Так, в г. Боне (Аннаба) их было 40,5 % из 110 тыс. жителей, в Оране — 49,3 % населения. Значительное количество проживало также в столице — городе Алжире (35,7 %). Высокой концентрацией сельских франкоалжирцев выделялись 16 520 км² сельхозугодий в департаменте Оран, население которого на 33,6 % состояло из франкоалжирцев. Параллельно происходит быстрый рост доли мусульман, число за период с начала XX века выросло с 3 до 9 миллионов человек.

## Примечательные факты
За более чем 130 лет существования франкоалжирской общины, в Алжире сложился особый диалект французского языка — Патауэт (фр. Le Pataouète), исчезнувший после массовой эмиграции пье-нуаров на историческую родину.

## Исторические аналогии в других регионах европейской колонизации

### Колонии Франции
- Франкотунисцы

### Колонии Испании
- Испанцы в Экваториальной Гвинее

### Колонии Италии
- Итальянцы в Ливии
- Итальянцы в Тунисе
- Итальянцы в Эритрее

### Колонии Германии
- Немцы в Намибии

### На русском языке
- Внешняя политика Франции от де Голля до Саркози (1940—2012) / Е. О. Обичкина; Московский гос. ин-т международных отношений (ун-т) МИД России. — Москва : Аспект Пресс, 2012. — 381 с. — ISBN 978-5-7567-0663-5

### На французском языке
- Marie Cardinal, Les Pieds-Noirs, Place Furstenberg éditeurs, Paris, 1994.
- Raphaël Delpard, L’Histoire des pieds-noirs d’Algérie (1830—1962), éditions Michel Lafon, Neuilly-sur-Seine, 2002.
- Raphaël Delpard, Les Souffrances secrètes des Français d’Algérie, éditions Michel Lafon, Neuilly-sur-Seine, 2007.
- Pierre Goinard Algérie, l'œuvre française ISBN 2-906-43129-X 2001
- Marcel Gori, L’Algérie illustrée, Éditions Campanile, Sophia-Antipolis, 2005.
- Jean-Jacques Jordi, 1962: L’Arrivée des Pieds-Noirs, éditions Autrement, Paris, 2002.
- Jean-Jacques Jordi, De l’exode à l’exil: Rapatriés et pieds-noirs en France : l’exemple marseillais, 1954—1992, L’Harmattan, Paris, 2000.
- Daniel Leconte, Les Pieds-noirs, histoire et portrait d’une communauté, Éditions du Seuil, Paris, 1980.
- Cécile Mercier, les Pieds-Noirs et l’exode de 1962, à travers la presse française, L’Harmattan, Paris, 2003.
- Jean-Pax Méfret, Bastien-Thiry : Jusqu’au bout de l’Algérie française, éditions Pygmalion
- Pierre Nora, les Français d’Algérie, Éditions Julliard, Paris, 1961.
- Jeannine Verdès-Leroux Les Français d’Algérie, de 1830 à aujourd’hui ISBN 2-213-60968-3 2001
- Jean-Jacques Viala Pieds-Noirs en Algérie après l’indépendance ISBN 2-7475-0890-0 2001
- Michèle Baussant,Pieds-Noirs, Mémoires d’exil, Paris, éditions Stock, 2002

### На английском языке
- Country Studies Program, formerly the Army Handbook (2006). Library of Congress, Federal Research Division. The Library of Congress.
- Dine, Philip: of the Algerian War: French Fiction and Film, 1954—1992 Published 1994 by Oxford University Press, ISBN 0-19-815875-0.
- Naylor, Phillip Chiviges, 2000: and Algeria: A History of Decolonization and TransformationPublished 2000 by University Press of Florida, ISBN 0-8130-3096-X.
- Pears, Pamela 2004: of Empire in Algeria and Vietnam: Women, Words, and War Published 2004 by Lexington Books, ISBN 0-7391-0831-X.
- Prochaska, David, 1990: Algeria French published by Cambridge University Press, 1990. ISBN 0-521-53128-4.
- Stone, Martin, 1997: Agony of Algeria published by Columbia University Press, 1997. ISBN 0-231-10911-3.
- Stora, Benjamin, 2005: 1830-2000: A Short History published by Cornell University Press, 2005 ISBN 0-8014-8916-4.